# Franklin (Kentucky)
Franklin ist eine Stadt im Bundesstaat Kentucky in den Vereinigten Staaten und der Verwaltungssitz (County Seat) des Simpson County. Entsprechend der Volkszählung im Jahr 2020 hat die Stadt 10.176 Einwohner.

## Geschichte
Franklin wurde am 2. November 1820 von der Staatsversammlung offiziell gegründet, und zwar auf einer Fläche von 250.000 m². Dieses Gebiet wurde von William Hudspeth gekauft und nach dem Gründervater Benjamin Franklin benannt. Das Postamt wurde am 29. September 1822 mit Robert W. Simpson als Postmeister eingerichtet.
Am 1. März 1968 wurden Johnny Cash und June Carter Cash in der Franklin First United Methodist Church von Reverend Leslie Chapman getraut.

## Demografie
Nach der Volkszählung von 2020 leben in Franklin 10.171 Menschen. Die Bevölkerung teilte sich 2019 auf in 84,8 % Weiße, 13,1 % Afroamerikaner, 1,3 % Asiaten und 0,3 % mit zwei oder mehr Ethnizitäten. Hispanics oder Latinos aller Ethnien machten 2,2 % der Bevölkerung aus. Das mittlere Haushaltseinkommen lag bei 42.620 US-Dollar und die Armutsquote bei 21,5 %.